# ماكسيم لوبيز
ماكسيم لوبيز (بالفرنسية: Maxime Lopez)‏ (4 ديسمبر 1997 فرنسا - ) هو لاعب كرة قدم فرنسي، يلعب كلاعب وسط.

## روابط خارجية
- ماكسيم لوبيز على موقع الاتحاد الأوربي (الإنجليزية)
- ماكسيم لوبيز على موقع رابطة كرة القدم الفرنسية للمحترفين (الإنجليزية)
- ماكسيم لوبيز على موقع إي إس بي إن إف سي (الإنجليزية)
- ماكسيم لوبيز على موقع قاعدة بيانات كرة القدم.إي يو (الإنجليزية)
- ماكسيم لوبيز على موقع ليكيب (الفرنسية)
- ماكسيم لوبيز على موقع Soccerbase.com (لاعب) (الإنجليزية)
- ماكسيم لوبيز على موقع Soccerway.com (الإنجليزية)
- ماكسيم لوبيز على موقع عالم كرة القدم.نت (الإنجليزية)
- ماكسيم لوبيز على موقع AS.com (الإسبانية)